# ربع سفرن
الربع سفرن هو سبيكة ذهبية بريطانية وعملة لهواة الجمع أصدرتها دار سك العملة الملكية منذ عام 2009. وهو الأصغر في نطاق السوفرن وله قيمة اسمية تبلغ ربع جنيه إسترليني (25 بنسًا).
في عام 1853 أنتجت دار سك العملة الملكية نموذجين لربع سوفرن للتداول أحدهما مقوم بخمسة شلنات. لم تدخل هذه العملات المعدنية إلى الإنتاج أبدًا بسبب المخاوف بشأن صغر حجمها واحتمالية تعرضها للتآكل أثناء التداول. خرج الذهب من التداول في أعقاب الحرب العالمية الأولى.
ابتداءً من عام 1979 بدأت دار سك العملة الملكية في بيع عملات السوفرن لأولئك الذين يرغبون في امتلاك العملات الذهبية، وفي العام التالي بدأت ببيع أربع فئات مختلفة تتراوح من نصف السفرن إلى العملة الذهبية التي تزن خمسة جنيهات إسترلينية. في عام 2009 قدم ربع السفرن كتوسعة لهذا النطاق. ويتشارك الربع السفرن في نفس تصميم العملات المعدنية الأكبر حجمًا حيث يصور على الوجه الأمامي الملكة الحاكمة إليزابيث الثانية أو منذ عام 2022 تشارلز الثالث. مع وجود بعض التصميمات التي تحمل سنة واحدة فإن التصميم الأكثر استخدامًا على ظهر هذه الإصدارات هو تصوير بينيديتو بيستروتشي للقديس جورج والتنين والذي استخدم لأول مرة على العملة السوفرنية في عام 1817.

## عملة بنمط فيكتوري
سك العملات الذهبية المنقوشة بقيمة ربع سفرن (خمسة شلنات) في عام 1853 حيث أعادت دار السك الملكية النظر في الفئات التي يجب سكها من الذهب والتي يجب سكها من الفضة. في هذا الوقت لم يكن بإمكان دار سك العملة معالجة الذهب والفضة في نفس الوقت، وكان يُنظر إلى هذه العملة على أنها بديل للعملات الفضية الأكبر حجمًا مثل الفلورين ونصف التاج. في عام 1853 كان هناك طلب كبير على العملات المعدنية من كلا المعدنين ولكن دار السك الملكية أعطت الأولوية للعملات الذهبية الأكثر قيمة مثل السوفرنية (العملة الذهبية التي تقدر قيمتها بجنيه إسترليني واحد). في 7 مارس 1853 أوضح وزير الخزانة ويليام جلادستون لمجلس العموم أن الطلب على الذهب كان كبيرًا للغاية لدرجة أنه لم تكن هناك فرصة أمام دار سك العملة الملكية لسك الفضة.
خلال جلسة مجلس العموم في 18 أبريل 1853 سأل إما إدوارد ديفيت (حسب هانسارد) أو المستشار السابق بنيامين دزرائيلي (حسب تقرير صحفي)، وزير المالية في وزارة الخزانة جيمس ويلسون ما إذا كان قد نظر في سك ربع جنيه إسترليني. أجاب ويلسون أن الحكومة وجهت بإعداد قالب للتجربة. وأشار إلى أن إحدى الصعوبات التي تواجه مثل هذه العملة هي أن سك نفس الذهب سيستغرق أربعة أضعاف الوقت الذي يستغرقه سك العملة الذهبية. وصرح ويلسون أن مثل هذه العملة ستكون صغيرة الحجم للغاية بحجم عملة ذهبية أمريكية بقيمة دولار واحد والتي كان يحملها في يده أثناء إلقائه بيانه.
بحلول نهاية الشهر تمكن مدير دار سك العملة السير جون هيرشل من تقديم عملتين معدنيتين من فئة ربع سيادية إلى الخزانة. كلا النمطين يصوران على الوجه الأمامي الملكة فيكتوريا كما هو موضح في الإصدارات المبكرة من العملات السوفرنية في عهدها مع اسمها وألقابها المختصرة. كان ظهر أحد الأنماط يحمل نقشًا FIVE SHILLINGS 1853 مع تاج فوق النقش ووردة وشوك ونبات البرسيم أسفله. وكان الآخر يحمل نقشًا QUARTER SOVEREIGN 1853 مع درع مربع متوج من الأسلحة بين الرقمين 8 و5.
أظهر التقرير الذي قدمه هيرشل مع العملات المعدنية النموذجية أن سكها للتجارة سيكون مكلفًا للغاية حيث سيتعين عليها تلبية معايير دقيقة وسوف تبلى بسرعة أثناء التداول. وأوضح هيرشل أن مثل هذه العملة ستتداول بشكل أسرع من العملات الذهبية الأكبر حجماً مما يؤدي إلى زيادة التآكل، وأن الحجم الصغير جداً سيجعل العملة سهلة الضياع. والوزن الخفيف يجعل من الصعب اكتشاف المنتجات المقلدة. وقد قدر أن الذهب سوف يضيع من العامة (إما من خلال إساءة وضع العملات المعدنية أو من خلال التآكل) بمعدل خمسة عشر ضعفًا لنفس قيمة الجنيهات.
في ذلك الوقت كانت لجنة برلمانية مختارة تدرس سك العملة العشرية وقد قدم كل من هيرشل وثومسون هانكي المحافظ السابق لبنك إنجلترا أدلة أمام اللجنة. وشهد أيضًا ويليام ميلر من بنك إنجلترا. عارض الجميع إصدار ربع السفرن بسبب تكلفة صكها والحفاظ عليها ولم توصي اللجنة بإصدار ربع السفرن. لم يتخذ أي إجراء آخر بشأن اقتراح الربع السيفرن واقترح كاتب العملات جي بي داير أن هيرشل لم يكن ليتحدث بصفة سلبية عن الربع السفرن أمام اللجنة المختارة ما لم يكن يعلم أن الاقتراح محكوم عليه بالفشل. اقترح ربع السفرن مرة أخرى مدير دار سك العملة الجديد توماس جراهام في عام 1859 ولكن رفضه جلادستون.
إن القطع التي يُزعم أنها ربع جنيه إسترليني يعود تاريخها إلى عام 1911 أو 1922 ليست أصلية بل هي اختراعات حديثة.

## سبائك وعملات معدنية لهواة الجمع من القرن الحادي والعشرين

### الخلفية والتفويض
انتهى سك العملات السوفرنية للتداول بحلول عام 1932 حيث سكت معظم الإصدارات بعد بداية الحرب العالمية الأولى في عام 1914 في فروع دار السك الملكية في أستراليا وجنوب إفريقيا حيث كانت الظروف الاقتصادية مختلفة عن تلك الموجودة في بريطانيا. في عام 1979 قامت دار سك العملة الملكية بإصدار عملات ذهبية للبيع لهواة الجمع. وفي العام التالي قامت بصك أيضًا للبيع لهواة الجمع، السفرن وكذلك نصف السفرن والسفرن المزدوجة وقطعة الخمسة جنيهات. واستمرت هذه الفئات الأربع في الإصدار في معظم السنوات وبيعت بسعر أعلى من قيمتها الذهبية. في عام 1987 بدأت دار سك العملة الملكية في إصدار إصدارات بريتانيا الذهبية وهي قطع سبائك معدنية أصدرت في منافسة مع تلك التي تصدرها دول أخرى. ومع إصدار قطع بريتانيا استمر سك مجموعة السوفرن حيث وجدت دار سك العملة الملكية أن تاريخ السفرن يعني أن البعض يفضلونها على بريتانيا؛ بينما أعجب آخرون بتصميم السيفرن.
في عام 2009 أضافت دار سك العملة الملكية ربع جنيه إسترليني إلى المجموعة. ونظرًا لأن العملات الذهبية في القرن الحادي والعشرين لم تدخل حيز التداول فإن اعتراضات خمسينيات القرن التاسع عشر لم تنطبق عليها. وقد ذكرت مواصفات وتصميم الربع السفرن في إعلان صادر عن الملكة إليزابيث الثانية ( ح.
 1952–2022)، المؤرخ 10 ديسمبر 2008 ويسري مفعوله في اليوم التالي.

### التصاميم

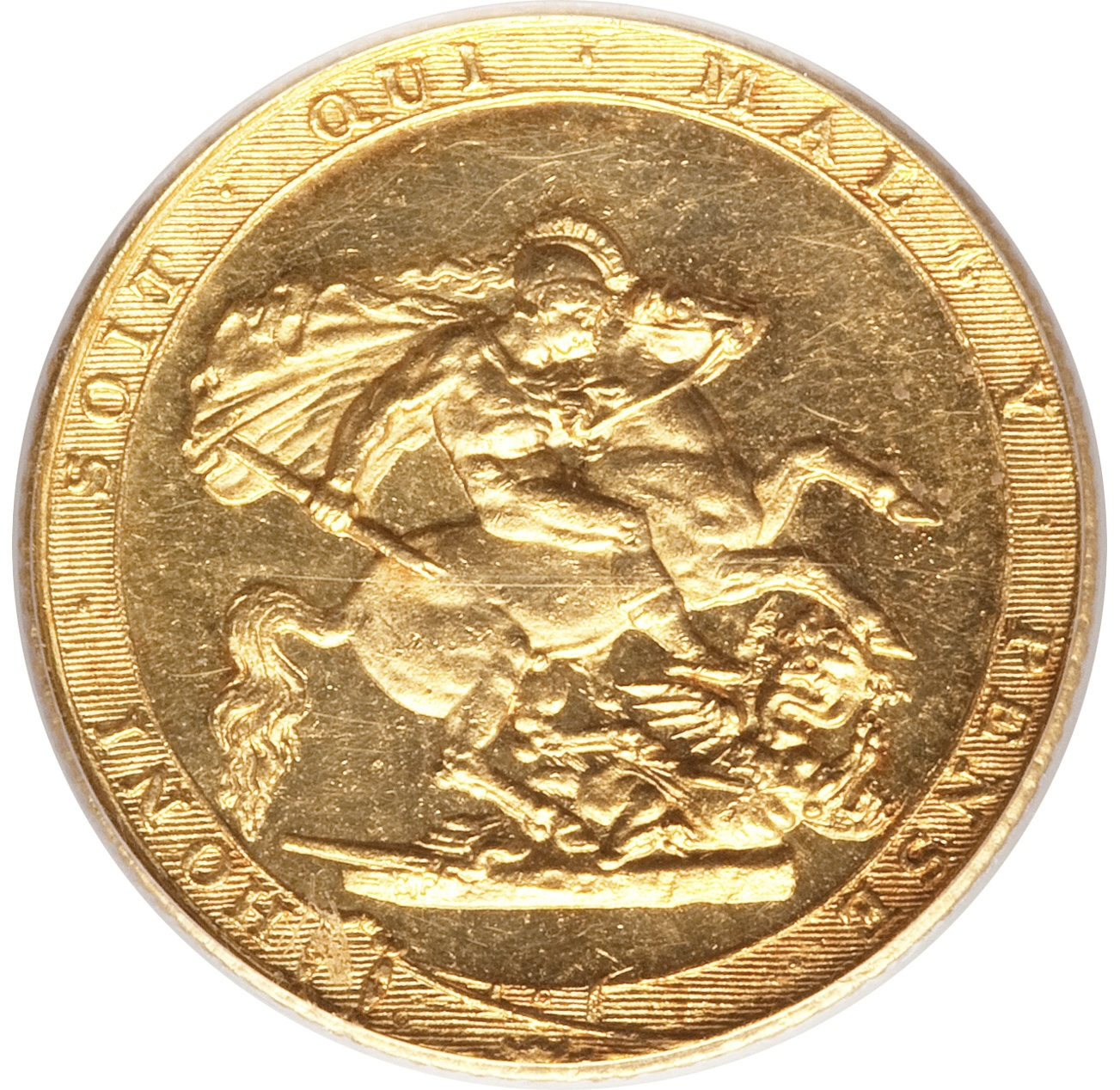
أعيد استخدام هذا التصميم للعملة السيادية لعام 1817 لعملات مجموعة السيادية في عام 2017.

لم يمنح ربع السوفرن تصميمًا خاصًا به ولكنه يستخدم نسخة أصغر من تلك الممنوحة للعملات المعدنية الأخرى في نطاق السيفرن مع تصوير الملك الحاكم على الوجه الأمامي. في البداية استخدم الوجه الذي صممه إيان رانك-برودلي. وبدءًا من بعض إصدارات عام 2015 استخدمت صورة وجهية لإليزابيث بواسطة جودي كلارك مع أنه في عام 2016 حملت بعض العملات المعدنية صورة مختلفة للملكة بواسطة جيمس بتلر. في معظم السنوات كانت العملات المعدنية ذات الفئة السفرنية تحمل على ظهرها، تصوير بينيديتو بيستروتشي للقديس جورج والتنين الذي ظهر لأول مرة على العملة السيادية في عام 1817. تشمل التصميمات العكسية الأخرى المستخدمة تفسيرًا آخر لجورج والتنين بواسطة بول داي بمناسبة اليوبيل الماسي للملكة إليزابيث الثانية في عام 2012. في عام 2017 سكت العملات المعدنية ذات التصميم الأصلي للعملة السيادية الصادرة عام 1817 احتفالًا بالذكرى المئوية الثانية لتأسيسها.
في عام 2022 قامت دار سك العملة الملكية بضرب ربع سوفرن بتصميم ظهر من تصميم نواد يظهر تفسيرًا للشعار الملكي بمناسبة اليوبيل البلاتيني للملكة إليزابيث الثانية. وفي وقت لاحق من العام وبعد وفاة إليزابيث الثانية أصدرت دار سك العملة الملكية عملات تذكارية في نطاق السينودس بما في ذلك ربع السينودس والتي يظهر على الوجه، أول صورة عملة لخليفة إليزابيث تشارلز الثالث ( ح.
 (2022) بريشة مارتن جينينجز. وأظهر الوجه الخلفي تأدية للأسلحة الملكية بريشة كلارك. في عام 2023 سك ربع سيفرن إحياءً لذكرى تتويج تشارلز الثالث حيث كان الوجه الأمامي يحمل صورة الملك المتوجة بريشة جينينغز والوجه الخلفي يحمل صورة بيستروتشي جورج والتنين. بالنسبة لعام 2024 أقرنت صورة تشارلز غير المتوجة التي رسمها جينينجز بوجه بيستروتشي الخلفي على كل من فئات السينودس الخمس التي ضربت في حالة إثبات من ربع السينودس إلى القطعة التي تزن خمسة جنيهات. بالنسبة لعام 2025 استخدم ظهر بيستروتشي على بعض العملات المعدنية مع عملات أخرى تحمل شعار جان بابتيست ميرلين الملكي والذي استخدم لأول مرة على العملة السفرنية في عام 1825 بمناسبة الذكرى المئوية الثانية لها.

### الإصدار
من عام 2009 إلى عام 2012 بيع ربع السوفرن كقطعة سبائك، مع سك مصرح به يتراوح بين 50000 و250000 قطعة، مع أن الأعداد الفعلية المباعة غير معلنة. تباع مثل هذه الإصدارات من السبائك على أساس سعر الذهب وتحمل علاوة أقل من العملات المعدنية القياسية، مع فرض علاوة كافية لتغطية تكاليف التصنيع والبيع. بيع كلا النوعين من ربع السوفرن لعام 2022 بواسطة دار سك العملة الملكية كقطع سبائك وكذلك في حالة إثبات؛ وينطبق الشيء نفسه على إصدار التتويج لعام 2023 وكذلك إصدار عام 2024.
بيع ربع السفرن كعملة لهواة الجمع وعادة ما تكون في حالة جيدة، كل عام منذ عام 2009 مع أنه في عام 2009 فقط (ضرب 13495 قطعة) وصل عدد القطع المبلغ عنها إلى 10000 قطعة. بالإضافة إلى بيعها بشكل فردي كانت هذه العملات المعدنية متاحة للشراء كجزء من مجموعة إثبات تتراوح بين ثلاث إلى خمس فئات من العملات السوفرنية. في عام 2023 باعت دار سك العملة الملكية ربع سفرن للتتويج في حالة إثبات مقابل 235.00 جنيهًا إسترلينيًا وفي حالة غير متداولة مقابل 132.39 جنيه إسترليني أو 134.97 جنيه إسترليني اعتمادًا على نوع التغليف المستخدم.

## الملاحظات
1. ↑  حتى عام 1971 كانت بريطانيا تستخدم نظامًا نقديًا حيث كان 20 شلنًا يعادل جنيهًا إسترلينيًا واحدًا؛ وبعد ذلك قسم الجنيه إلى 100 بنس.